# Karkelo
Karkelo — шестой студийный альбом финской фолк-метал-группы Korpiklaani, вышедший 26 июня 2009 года. Название альбома переводится с финского языка как «вечеринка». Для поддержки альбома Korpiklaani отправились в свой первый тур по Северной Америке.
Запись альбома производилась в двух студиях. В Холлоле на студии Petrax были записаны партии ударных, сыгранные Матти «Матсон» Йоханссоном. Остальные инструменты, включая вокал были записаны на Grooveland Recording Studio в Лахти.

## Список композиций[5]
1. «Vodka» — 2:59;
2. «Erämaan ärjyt» — 2:55;
3. «Isku pitkästä ilosta» — 4:09;
4. «Mettänpeiton valtiaalle» — 6:39;
5. «Juodaan viinaa» — 3:14;
6. «Uniaika» — 4:21;
7. «Kultanainen» — 6:14;
8. «Bring Us Pints of Beer» — 2:48;
9. «Huppiaan aarre» — 5:11;
10. «Vesaisen sota» — 3:39;
11. «Sulasilmä» — 5:35;
12. «Kohmelo» — 3:27.

## Участники записи

### Korpiklaani
- Йонне Ярвеля — вокал, гитара, мандолина;
- Яакко «Хиттавайнен» Лемметтю — акустическая и электрическая скрипка, вистл, йоухикко, торупилл (эстонская волынка), мандолина, губная гармоника;
- Юхо Кауппинен — аккордеон;
- Яркко Аалтонен — бас-гитара;
- Калле «Кане» Савиярви — гитара, бэк-вокал;
- Матти «Матсон» Йоханссон — ударные, бэк-вокал.

### Приглашенные участники
- Аксу Хантту — бэк-вокал.

### Производство
- Сванте Форсбяк — мастеринг;
- Ян Ирлунд — обложка;
- Аксу Хантту — продюсирование, запись, сведение;
- Харри Хинкка - фотография.

## Чарты
| Чарт (2009) | Місце |
| ----------- | ----- |
| Германия    | 81    |
| Финляндия   | 26    |
| Швейцария   | 94    |
| Япония      | 228   |